# Роланд Гедлі Сміт
Роланд Гедлі Сміт (Smith) (1943, Шеффілд — 15 червня 2023, Вортінг) — британський дипломат. Надзвичайний і Повноважний Посол Великої Британії в Україні.

## Життєпис
Народився в 1943 році в місті Шеффілд. Закінчив Кібол-коледж Оксфордського університету.
З 1967 по 1969 — на дипломатичній службі в МЗС Великої Британії.
З 1969 по 1971 — 2-й секретар посольства Великої Британії в СРСР.
З 1971 по 1974 — 1-й секретар постійного представництва Великої Британії при НАТО.
З 1974 по 1975 — працює в МЗС Великої Британії в Лондоні.
З 1975 по 1980 — 1-й секретар посольства Великої Британії в СРСР.
З 1980 по 1984 — співробітник Міжнародного інституту стратегічних досліджень.
З 1984 по 1988 — очолив канцелярію Британської військової адміністрації в Берліні.
З 1988 по 1992 — радник МЗС Великої Британії.
З 1992 по 1995 — заступник постійного представника Великої Британії при НАТО.
З 1995 по 1999 — директор Департаменту з питань міжнародної безпеки МЗС Великої Британії.
З 1999 по 2002 — Надзвичайний і Повноважний Посол Великої Британії в Україні.
У 2003 році він став членом Ради Ради управління Кестонського інституту, а в 2018 році він був віце-головою, коли відвідав Кестонський центр при Університеті Бейлора, щоб взяти участь у щорічному засіданні консультативної ради. Наступного року він брав участь у дискусії в Бейлорі в рамках Глобального бізнес-форуму, доповідаючи про етичні питання в дипломатії.
15 червня 2023 року несподівано помер у своєму будинку в Вортінгу.